# Friedrich Wilhelm Richter (Geistlicher)
Friedrich Wilhelm Richter (* 14. Februar 1727 in Halle (Saale); † 27. Juli 1791 in Braunschweig) war ein deutscher evangelischer Geistlicher und Pädagoge.

## Leben
Friedrich Wilhelm Richter wurde 1748 Lehrer der ersten Klasse des hallischen Waisenhauses der Franckeschen Stiftungen und kam 1751 als Rektor an die Schule (heute: Heinrich-Heine-Schule) nach Calbe (Saale).
Am 15. Januar 1760 ließ Herzog Karl I. von Braunschweig-Wolfenbüttel die Lateinschule des Klosters Amelungsborn nach Holzminden verlegen und vereinigte diese dort mit der Stadtschule zu einem Gymnasium (heute: Campe-Gymnasium Holzminden), an dessen Spitze er Friedrich Wilhelm Richter einsetzte, der an diesem Tag durch den Abt Theodor Wilhelm Ritmeier (1705–1774) eingeführt wurde; im Juli 1760 erfolgt seine Ernennung zum Prior des Klosters Amelungsborn. Obwohl er die Schule in den Kriegswirren des Siebenjährigen Krieges übernahm und die Schule mit nur zehn Schülern eröffnet wurde, konnte er das Institut gegen alle Hindernisse weiter ausbauen, so dass bereits nach kurzer Zeit die Schülerzahl erheblich anstieg. Anfangs hielt er den Unterricht in allen Klassen fast allein, weil sein Konrektor bereits im August 1760 verstarb und somit nur noch der Subkonrektor zur Verfügung stand, bis er sich unter seinen Schülern einige Gehilfen ausgebildet hatte; bei dieser Auswahl achtete er nicht auf reiche Kinder, sondern auf besonders Fähige, so dass er anfangs sein eigenes Vermögen aufwenden musste. Seine Schüler waren unter anderem August Christian Bartels, Joachim Heinrich Campe und Karl Friedrich Häberlin.
1777 erfolgte seine Berufung als Superintendent nach Lichtenberg, weil der Herzog von Braunschweig jedoch seine pädagogischen Fähigkeiten weiter nutzen wollte, ernannte er ihn in Braunschweig 1784 zum Stadt- und Generalsuperintendenten des Fürstentums Wolfenbüttel.
Richter war dreimal verheiratet. 1751 ehelichte er Marie Sophie Vogel, die 1759 verstarb. Die zweite Ehefrau Amalia Kotzebue, Tochter des Amtmanns zu Fürstenberg Gerhard Christian Kotzebue (1700–1751) heiratete er 1760. Sie verstarb nach der Geburt der Tochter Louise (1766–1849) 1783. Als dritte Ehefrau folgte ihr 1784 Charlotte Ernestine Schubert (gest. 1800).

## Schriften (Auswahl)
- Friedrich Wilhelm Richter; Jacob Lüdecke: Das jährlich zu feirende Andencken des Wohlseligen Herrn Jacob Lüdeckens, ehemalige Bürgermeisters und Syndici der Stadt Calbe solte am St. Jacobs-Tage 1751 mit einer öffentlichen Rede begehen und dazu einladen. Halle Schneider [1751].
- Rede von der Kirchen-Verbesserung als einem offenbar göttlichen Werke, welche bey öffentlicher Feyer des vor zweyhundert Jahren zu Augspurg geschlossenen Religions-Friedens gehalten wird. Cöthen, 1755.
- Friedrich-Wilhelm Richter; Johann Ludwig Starcke: Anzeige der vornehmsten Verwandschaften Des Hohen Königlichen Preussischen und Churfürstlich Brandenburgischen Hauses aus den neuern Zeiten, mit andern Kayserlichen, Königlichen und Fürstlichen Häusern in Europa ; Mit den öffentlichen Abschied eines bisherigen Mitgliedes der ersten Ordnung unserer lateinischen Stadtschule zu Calbe an der Saale ankündiget und zugleich Die Patronen, Gönner und Freunde unserer Schule zu der den 4 May 1759 Nachmittage um 2 Uhr anzustellenden Redeübung gehorsamst ergebenst einladet Friedrich Wilhelm Richter, Rector. Bernburg Starcke 1759.
- Kurze Nachricht von der neuen Herzoglichen Kloster und Stadtschule zu Holzminden an der Weser, nebst einem Verzeichniß der öffentlichen und besondern Schularbeiten, womit auf den 15 Jan. 1760 in dem neuen Schulgebäude einladet. Holzminden 1760.
- Vom Kriege und Frieden handelte an dem Dankfeste, welches die amelungsbornsche Klosterschule zu Holzmünden, zum Preise Gottes für den gnädigst geschenkten Frieden, in Höchster Gegenwart der Herrschaften von Braunschweig-Lüneburg-Bevern, des Fürsten von Corvey, und einer hochansehnlichen und zahlreichen Versammlung, den 20. May, 1763. öffentlich feyerte, Friedrich Wilhelm Richter, Prior des Klosters Amelungsborn und Rektor der Herzogl. Klosterschule zu Holzmünden. Braunschweig 1763.
- De Formandis scholae publicae praeceptoribus specimen secundum, quo ad examen, actum disputatorium et oratorium : in lyceo Amelunxbornensi, Holzmundae renato, die XVIII. XIX. XX. martii habenda reverendissimos, et serenissimos principes, maecenates, ephorum, fautores, amicos submississime invitat Fridericus Wilhelmus Richter, coenobii Amelunxbornensis prior et scholae ducalis rector. Huxariae, typis Jo. Georg. Christoph. Herrnkind., [ca. 1765].
- Beschäftigungen der Herzoglich Braunschweigisch Amelungsbornschen Klosterschule, zu Holzmünden, an der Weser, von Michaelis 1774, bis Ostern 1775, nebst Anzeige der öffentlichen Schulprüfung und dreyer Abschiedsreden auf den 20 September 1774. 1774.
- Vorschläge zur Ziehung und Bildung brauchbarer Lehrer in öffentlichen Schulen, welche von einem Schulmanne in der Kloster- und Stadtschule zu Holzmünden an der Weser erst versucht und ausgeführt, nun aber durch den Druck bekannt gemacht worden sind. Braunschweig : Weisenhausbuchhandlung, 1780.
- Dem Durchlauchigsten Fürsten, Herrn Karl Georg August, Erbprinzen zu Braunschweig-Lüneburg und der Durchlauchtigsten Fürstin, Friderike Louise Wilhelmine, Vermählten Erbprinzessin zu Braunschweig-Lüneburg, gebornen Prinzessin von Oranien-Nassau widmet diese in tiefster Ehrfurcht des Durchlauchtigsten Hauses unterthänigster Knecht, Friedrich Wilhelm Richter, Generalsuperintendent in Braunschweig. Braunschweig 1790.